# الدستور الفارسي لعام 1906

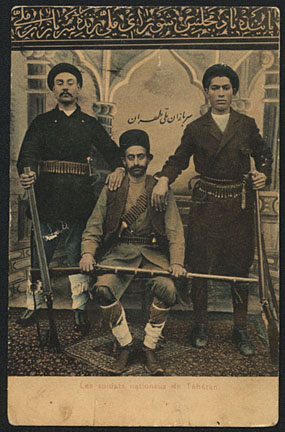
ثلاثة من الجنود الوطنيين في طهران. بطاقة بريدية تعود إلى تلك الفترة.النص في العنوان يقول: "فليخلد مجلس الشورى الوطني، وليحيا الجنود الوطنيون!"
أما النص في وسط الصورة فيقول: "الجنود الوطنيون في طهران."

الدستور الفارسي لعام 1906 (الفارسية: قانون اساسی مشروطه)، كان أول دستور لدولة إيران العليا (بلاد فارس) ونتيجة للثورة الدستورية الفارسية. كتبه حسن بيرنيا [الإنجليزية] وحسين بيرنيا [الإنجليزية] وإسماعيل ممتاز الدولة [الإنجليزية] وآخرون. وكان الدستور ساري المفعول أيضًا في عهد إيران البهلوية. وينقسم الكتاب إلى خمسة فصول تحتوي على العديد من المقالات التي تم تطويرها على مدى عدة سنوات. كان القرآن الكريم هو الأساس للدستور بينما كان الدستور البلجيكي بمثابة نموذج جزئي، والذي ضمن لكل مواطن المساواة أمام القانون، وحماية الشرف الشخصي والممتلكات والتعبير.

## القوانين الانتخابية والأساسية لعام 1906
وقد حددت القوانين الانتخابية والأساسية لعام 1906 النظام الانتخابي والأطر الداخلية للمجلس (البرلمان) ومجلس الشيوخ.
بموجب الإعلان الملكي الصادر في 5 آب 1906، أنشأ مظفر الدين شاه قاجار هذا الدستور الأول "من أجل السلام والهدوء لجميع شعب فارس". يعود الفضل في الفصلين الرابع والخامس إلى محمد علي شاه قاجار.

### قانون الانتخابات الصادر في 9 أيلول 1906
وقد حدد قانون الانتخابات الصادر في 9 أيلول 1906 القواعد الخاصة بانتخابات المجلس.

#### محرومون من حقوقهم
تنص المادة 3 من هذا الفصل على أن (1) الأجانب، (2) من هم دون سن 25 عامًا، (3) الأشخاص المعروفين بآرائهم المؤذية (4) أولئك الذين لديهم سجل جنائي، (5) الأفراد العسكريون النشطون، وعدد قليل من المجموعات الأخرى لا يُسمح لهم بالتصويت.

#### مؤهلات الانتخابات
تنص المادة الرابعة على أن المنتخبين يجب أن يكونوا (1) متمكنين من القراءة والكتابة باللغة الفارسية، (2) يجب أن يكونوا رعايا إيرانيين، (3) "معروفين محليًا"، (4) "لا يعملون في وظائف حكومية"، (5) أن يكونوا بين 30 و70 عامًا، و(6) "لديهم بعض البصيرة في شؤون الدولة".
وتنص المادة السابعة على أن "لكل ناخب صوت واحد ولا يجوز له التصويت إلا في طبقة اجتماعية واحدة".

### القوانين الأساسية الصادرة في 30 كانون الأول 1906
وقد حددت القوانين الأساسية الصادرة في 30 كانون الأول (ديسمبر) 1906 دور المجلس في النظام وإطاره. كما حددت أيضًا هيئة تشريعية ثنائية المجلس. المادة 1 أنشأت الجمعية الوطنية الاستشارية على أساس "العدالة". ونصت المادة 43 على أنه "يجب تشكيل جمعية أخرى تسمى مجلس الشيوخ".

## التعديل الدستوري لعام 1907
ومن بين المواضيع التي نوقشت في التعديل، إعلان المذهب الشيعي الاثني عشري دينًا للدولة، وإنشاء مجلس من خمسة من كبار رجال الدين الشيعة الاثني عشرية مكلفين بالتأكد من أن القوانين التي يقرها البرلمان لا تتعارض مع قوانين الإسلام. ومن بين المواضيع أيضًا مقالات حول حقوق الشعب ومقالات تصف علم إيران وتحدد طهران عاصمة للبلاد.

## طالع أيضًا
- محاولات الدستور في إيران
- الجمعية التأسيسية الإيرانية لعام 1949 [الإنجليزية]
- الاستفتاء الإيراني عام 1963 [الإنجليزية]
- دستور الجمهورية الإسلامية الإيرانية